# Důl Bedřich (Zábřeh nad Odrou)
Důl Bedřich byl černouhelný důl, který se nacházel v Zábřehu nad Odrou.

## Historie
Společnost Hornoslezské koksovny a chemické továrny a.s. (Oberschlesische Kokswerke und Chemische Fabriken, A.G.) v Berlíně, založená hornoslezským uhlobaronem Fritzem von Friedländerem-Fuld a kapitálově spojená s jednou z nejsilnějších bank v Německu – bankou Berliner Handels-Gesellschaft, A.G., vlastnila dceřinou společnost Těžířstvo Marie Anna / Moravskoostravské těžířstvo Marie Anna (Mährisch-Ostrauer Steinkohlengewerkschaft Marie Anne). Tato výkonná složka zakoupila v roce 1896 v oblasti Lhotky (od roku 1901 Mariánské Hory), Nové Vsi a Přívozu veškerý majetek Těžířstva Vladimír Vondráček a spol. za částku 10 mil. marek.
Důl Bedřich (Friedrich-Schacht) byl založen v roce 1900 v Zábřehu nad Odrou společností Těžířstvo Marie Anna. V místě plánovaného dolu byly už v předstihu postaveny některé provozní objekty a na jaře 1900 bylo zahájeno hloubení dvou jam – těžní a větrné. 9. dubna 1902 při ověřovacím vrtu ve větrní jámě v hloubce 431 m došlo k průvalu detritových vod s CO2. Při této nehodě zahynuli tři hlubiči. Přítok vod dosahoval 22,5 m3/min a zastavil se 75 m pod povrchem. Oxid uhličitý vystoupal až na povrch. Čerpání vod se nedařilo zvládat. Proto bylo rozhodnuto uskutečnit vrt z těžní jámy. 1. května 1902 dosáhl vrt 16,9 m pod dnem hloubení a opět nastala situace výronu CO2 a vody. Tentokrát se osádka dostala na povrch včas. 5. června 1902 došlo k výronu CO2. 3 havíři rychle unikali po žebřících na povrch, avšak jednoho v hloubce 138 m dostihl unikající oxid uhličitý a usmrtil jej. V dalších letech pokračovaly pokusy o vyčerpání vody. Byl také prováděn vrt o průměru 4 m. Tímto vrtem se ve větrní jámě dosáhlo hloubky 448,6 m.
V roce 1910 byly zastaveny veškeré pokusy o zdolání přítoku detritických vod a zabezpečení jam proti jejich průnikům. Společnost Těžířstvo Marie Anna oznámilo vyčerpání všech finančních rezerv určených pro výstavbu dolu. Byly zastaveny veškeré práce na výstavbě dolu, strojní zařízení demontováno a jámy ponechány svému osudu. V roce 1910 byl důlní majetek prodán Rakouské báňské a hutní společnosti, a.s. ve Vídni. Tato společnost neměla v úmyslu dané pole využívat. V 50. letech 20. století byly na uzavřených jámách prováděny čerpací zkoušky, kdy se zjišťovaly vodní a plynové poměry v detritových vrstvách. Také se zkoumala závislost pohybu vodní hladiny ve větrní jámě na čerpání vody a čase v sousední těžní jámě. 
V roce 1958 byla část důlního pole s oběma jámami Bedřich připojena k Dolu Jan Šverma. 19. října 1971 byla ukončena likvidace jam zasypáním. V roce 1999 ústí jam byla zajištěna železobetonovým poklopem s trubkovými vývody pro odvod plynu a prostor oplocen.
Po roce 1945 byla v blízkosti jam postavena osada Bedřiška z tzv. finských domů. V roce 1959 několikrát zasahovali záchranáři z HBZS Ostrava s dýchací technikou v kolonii. Vynášeli uhlí a další věci ze sklepů, které byly zaplavené CO2.

### Údaje o dolu Bedřich
Údaje v tabulce dle.
| Název   | Druh jámy | Založení | Hloubka jámy [m] | Likvidace    | Dobývací pole [ha] | Poznámka                            |
| ------- | --------- | -------- | ---------------- | ------------ | ------------------ | ----------------------------------- |
| Bedřich | těžní     | 1900     | 400              | 19. 10. 1971 | 832                | Profil jámy kruhový o průměru 5,6 m |
| Bedřich | větrní    | 1900     | 414              | 19. 10. 1971 | 832                | Profil jámy kruhový o průměru 4,2 m |